# Дихання грози
«Дихання грози» (біл. «Подых навальньніцы») — радянський білоруський художній фільм, знятий у 1982 році Віктором Туровим за однойменним романом Івана Мележа. Є продовженням художнього фільму «Люди на болоті», створеного у 1981 році. Сюжет кінокартини розвивається на тлі становлення радянської влади в поліському селі Курені.

## Сюжет
Не знайшовши щастя в шлюбі, Анна відгукується на любов Василя, але після смерті дитини залишає і чоловіка, і коханця, у якого вже є сім'я, і їде з села в місто. Не бажаючий раніше вступати в колгосп, Василь починає співчувати радянській владі і бере активну участь в боротьбі з куркулями. Нове життя в селі Курені все більше і більше набирає силу…

## У ролях
- Олена Борзова — Анна
- Юрій Казючиц — Василь
- Борис Невзоров — Євхим
- Олександр Мороз — Миканор
- Юрій Горобець — Глушак
- Федір Шмаков — Зайчик
- Всеволод Платов — нат
- Володимир Кулешов — Прокоп
- Тетяна Мархель — Дометиха
- Світлана Кузьміна — Олена Дятлик
- Павло Кормунін — дід Денис
- Надія Бутирцева — Марія
- Марія Захаревич — Гнатиха
- Марина Яковлєва — Хадоська
- Лілія Давидович — Глушачиха
- Людмила Писарєва — Сорока
- Дмитро Харатьян — Степан
- Геннадій Гарбук — Чорнушка
- Віктор Шульгін — Даметик
- Ольга Лисенко — дружина Чорнушки
- Олександр Лабуш — Хоня
- Леонід Дьячков — Апейка
- Августин Милованов — Зубрич
- Сергій Паршин — епізод
- Ніна Іванова — Параска

## Знімальна група
- Режисер — Віктор Туров
- Сценарист — Віктор Туров
- Оператор — Дмитро Зайцев
- Композитор — Олег Янченко
- Художник — Алім Матвійчук